# روستیخ
روستِخ (روسی: Ростех) یا به‌طور رسمی ابرشرکت دولتی برای کمک به توسعه، تولید و صادرات محصولات صنعتی با فناوری پیشرفته (روسی: Государственная корпорация по содействию разработке, производству и экспорту высокотехнологичной промышленной продукции «Ростех») یک شرکت هلدینگ دولتی روسی است که مقر آن در مسکو می‌باشد و متخصص در تحکیم و ادغام شرکت‌های مهم استراتژیک، به‌طور عمده در صنایع دفاعی و صنایع با فناوری بالا، با کمک در توسعهٔ فناوری، تولید و صادرات با هدف پایانی سرمایه‌گذاری در آن‌ها و رساندن آن‌ها به مرحله عرضه اولیه سهام (IPO) است.